# Carnival in Coal
A Carnival in Coal egy francia extrém/avantgárd metal együttes.

## Története
1995-ben alakultak, Amiens városában. Zenéjük különlegesség, ugyanis a death és a black metal műfaját vegyítik az easy listening, disco és pop műfajaival. Jellemző dalaikra a humor is. Eleinte egy kicsi francia lemezkiadó gondozásában jelentek meg az albumaik, majd leszerződtek a szintén francia Season of Mist kiadóhoz. Végül az Earache Records szerződtette le őket, és a 2005-ös albumukat már ők jelentették meg.
Az együttes 2007-ben feloszlott, de 2014-ben újra alakultak, CinC néven. Alexis Damien 2006-ban új, hasonló jellegű egyuttest alapított, Pin-Up Went Down néven.

## Hatásaik
Zenei hatásuknak Mike Pattont és a Mr. Bungle-t, a Naked Cityt, Frank Zappát, Rick Jamest, Michael Jacksont, az Earth, Wind & Fire-t, a Carcasst, a Morbid Angelt illetve a Cradle of Filthet tették meg.

## Tagok
- Arno Strobl – ének
- Axel Wursthorn – hangszerek

## További tagok
- Alexis Damien – dob
- Romain Caron – gitár, vokál
- Pierre Anthonik – gitár
- Julien Cathalo – billentyűk
- Frédéric Leclercq – gitár
- El Worm – gitár
- Timmy Zecevic – billentyűk
- Nicholas Minier – gitár

## Diszkográfia
- Sramik (demó, 1997)
- Vivalavida (1999)
- French Cancan (1999)
- Fear Not (2001)
- Collection Prestige (2005)